# Dischizopetalum illyricum
Dischizopetalum illyricum är en mångfotingart som först beskrevs av Robert Latzel 1884.  Dischizopetalum illyricum ingår i släktet Dischizopetalum och familjen Schizopetalidae. Inga underarter finns listade i Catalogue of Life.